# 第9回ジャパンボウル
第9回ジャパンボウルは1984年1月17日、横浜スタジアムで行われたカレッジフットボールのオールスター東西対抗戦。西軍が26-21で勝利した。

## 試合開催前の話題
ハイズマン賞を受賞し、USFLのピッツバーグ・モーラーズからドラフト全体1位指名を受け、3年300万ドル（約6億9000万円）の契約を結び来日したネブラスカ大学のマイク・ロージェイが注目された。しかし彼は2週間前に行われたオレンジボウルで足を負傷、試合開始前に欠場する挨拶を行った。またラインマンの全米最優秀選手に選ばれたネブラスカ大学のディーン・スタインクーラーも出場した。

## 試合経過
東軍が先取点を取ったが、その後西軍はブリガムヤング大学のQBスティーブ・ヤングやネブラスカ大学のターナー・ギルらのパスオフェンスで反撃しハーフタイムを19-7とリードして終えた。その後東軍は2回のインターセプトやランプレーを中心とした攻撃で第3Q、第4Qに得点し21-19と逆転した。
西軍はパス3回連続不成功及び、ペナルティで第4ダウン残り15ヤードのピンチを迎えたが、UCLAの（ポール・バーグマンへの20ヤードのパスを成功させるなど、WRアービン・フライヤーや、ベイラー大学のRBアルフレッド・アンダーソンの活躍などで第4ダウンギャンブルを3回成功させるなど、ボールを前進、試合時間残り3分16秒、アンダーソンが1ヤードのTDランをあげて26-21で逆転勝利した。東軍のパス成功率は低く、オーバーン大学のライオネル・ジェームズのランなどで西軍に対抗した。最優秀選手（ジョー・ロス賞）には、アービン・フライヤーが選ばれた。